# Conceição (Faro)
Conceição is een plaats (freguesia) in de Portugese gemeente Faro en telt 3751 inwoners (2001).